# WebP
Il WebP è un formato aperto di compressione per le immagini specifico per l'utilizzo web sviluppato da Google a partire dal codec video VP8, per questo è strettamente collegato al formato di compressione audio/video WebM. È un formato appositamente creato per ottimizzare il caricamento delle immagini sulle pagine web a discapito della qualità, creando immagini più piccole per rendere il web più veloce.

## Applicazioni compatibili

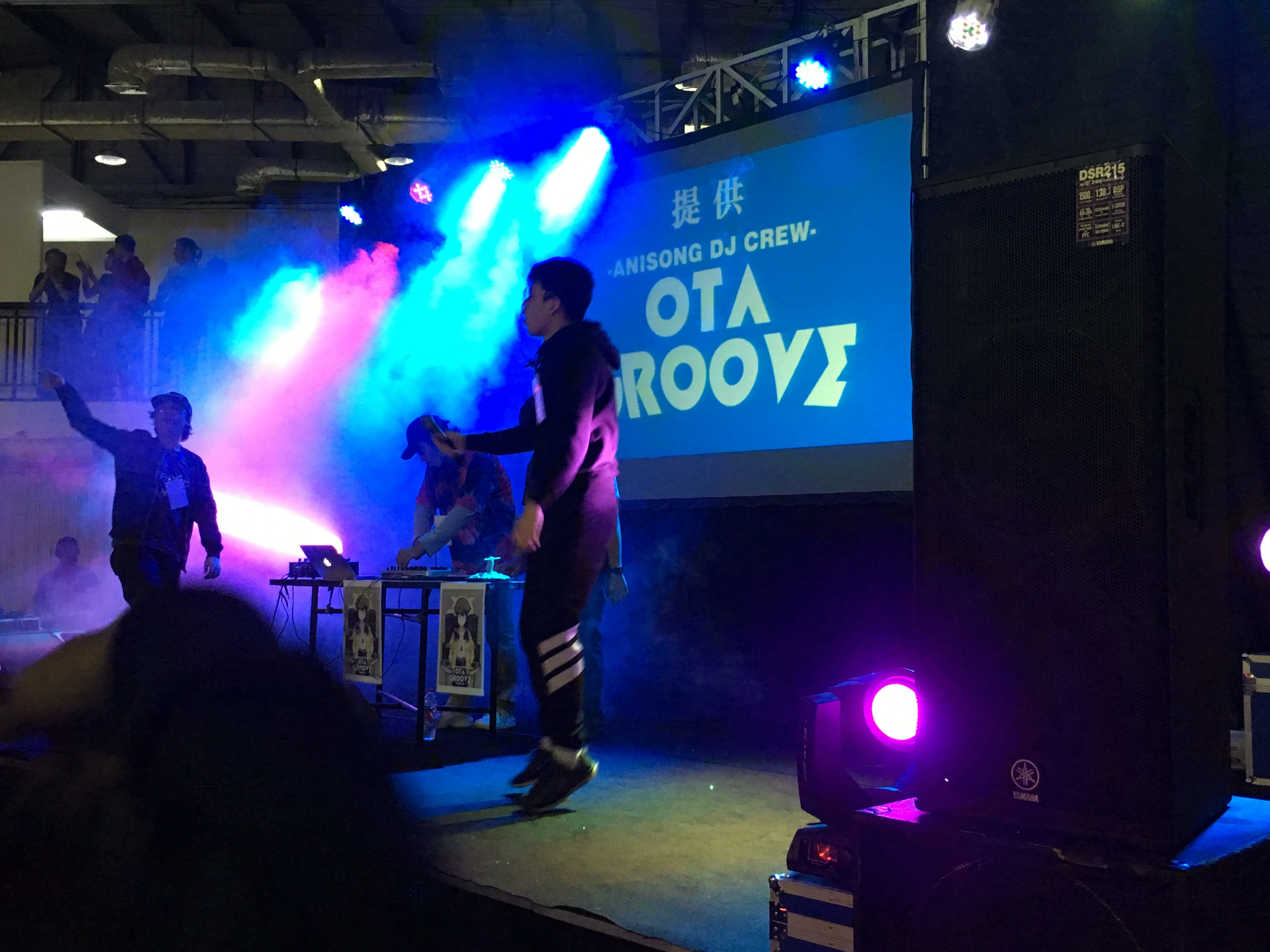
Un esempio di immagine WebP

Attualmente i browser che supportano questo formato sono Google Chrome, Opera, Mozilla Firefox e Microsoft Edge. Safari supporta WebP da iOS 14 e macOS Big Sur. Tecnicamente tutti i browser che già supportano WebM possono anche visualizzare WebP tramite JavaScript (il supporto per IE6 e superiori è ottenuto utilizzando Flash).
Tra i software di grafica, Picasa (a partire dalla versione 3.9), ImageMagick, XnView, IrfanView, GIMP (dalla versione 2.10) e Paint.NET supportano nativamente WebP. Telegraphics ha distribuito un plug-in gratuito che consente il supporto di WebP in Adobe Photoshop CS5 e versioni precedenti. Google ha anche distribuito un plug-in per Microsoft Windows che consente di supportare WebP nel visualizzatore foto di Windows, Microsoft Office 2010, e qualsiasi altra applicazione che utilizza Windows Imaging Component.
Gmail e Picasa Web Album (entrambe applicazioni web di Google) supportano WebP. Il supporto per WebP è previsto anche per Google App Engine. La funzionalità Instant Previews di Google attualmente utilizza WebP internamente per ridurre lo spazio su disco utilizzato dalle anteprime. Android 4.0 supporta la codifica e decodifica delle immagini WebP (via bitmap e Skia).
L'applicazione di messaggistica istantanea Telegram supporta il formato, viene infatti utilizzato per gli stickers.
Il sito di rete sociale Facebook nel 2013 ha iniziato ad adottare questo formato per le immagini salvate nei suoi server e anche come scambio delle stesse.
Nel 2018, con l'introduzione degli stickers su WhatsApp, anche quest'ultima ha adottato questo formato per salvarli in locale.